# Johann Heinrich Richter
Johann Heinrich Richter (Koblenz, 1803 – 1845) was een Duits portret-, historie- en genreschilder.
Richter is als zoon van een goudsmid in 1822 afgestudeerd in Koblenz. In de periode 1822 tot en met 1827 was Richter in Parijs, waar hij een leerling was van Anne-Louis Girodet-Trioson en vanaf 1825 actief was bij François Gérard. Na een korte periode weer in Koblenz te zijn geweest, reisde Richter in 1830 eerst naar Nederland en vervolgens weer naar Parijs. In de periode 1830-1833 was Richter woonachtig in München. Behalve dat hij in München woonde, heeft hij zich op de Koninklijke Academie voor Schone Kunsten verdiept in de “Schone Kunsten”. Daarnaast was Richter gedurende deze periode voor zijn dagelijkse broodwinning zeer succesvol als portretschilder. In de periode 1832-1834 is Richter ook naar Napels, Florence en Rome gereisd. Dit in mogelijke gezelschap van Horace Vernet en Léopold Robert. In 1836 was Richter wederom in Koblenz en zeer actief als portretschilder. Vanwege zijn groeiende bekendheid reisde Richter in de periode 1840-1844 naar Nederland om daar ook de kost te verdienen als portretschilder (Den Haag, Middelburg).

## Parijs
Op 19-jarige leeftijd reisde Richter naar Parijs. Onmiddellijk na zijn aankomst liet hij zich inschrijven in het kopiistenregister van het Louvre. Richter had een appartement aan de Rue de la Grande Truanderie. In het begin studeerde Richter aan een Parijse ambachtsschool. Via deze school belandde Richter in de studio van Anne-Louis Girodet-Trioson. De voornaamste reden voor Richter om zijn leven volledig toe te wijden aan het schilderen, waren zijn vroege artistieke voorkeuren en het zien van de vele meesterwerken in Parijs. Richter zijn enorme toewijding, talent en snelle progressie bleven niet onopgemerkt en trokken de aandacht van Girodet-Trisong gedurende de jaren dat Richter actief was in het atelier. Er is niet veel bekend over de werken die Richter in Parijs heeft geschilderd. Volgens Becker, zou Richter in 1825 een zelfportret gemaakt hebben kort na het overlijden van Girodet-Trisong. Na de dood van Girodet-Trisong, studeerde Richter tot 1827 bij François Gérard. Op 6 juli 1827 valt uit een brief van Alexander von Humboldt, die gericht was aan François Gérard, op te maken dat Richter een schilderij van de Heilige Sint-Sebastiaan zou hebben geschilderd. Dit werk zou zijn gebaseerd op het gelijknamige schilderwerk van Perugino. Het schilderij van Richter zou door de Sint-Kastorbasiliek in Koblenz zijn aangekocht. Andere bronnen melden echter, dat dit werk door Richter echter bij terugkeer in Koblenz in de kerk zou zijn gerealiseerd/afgerond. In Rome zou Richter begin 1830, tijdens zijn studie aan het Louvre, een portret van paus Pius VII hebben geschilderd, dat gebaseerd is op het werk vanJacques Louis David's.

## Werken

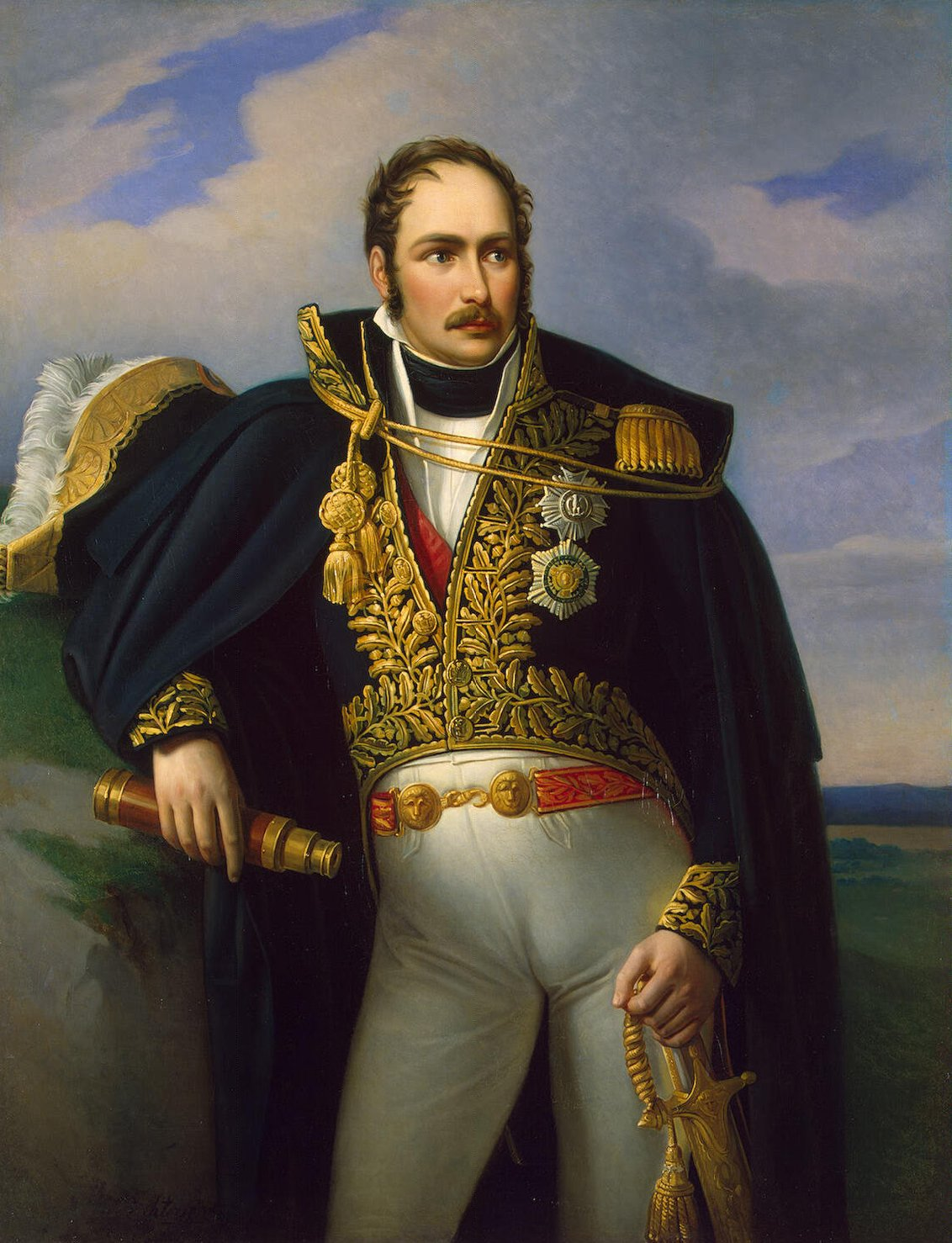
Maximilian Josèphe Eugène Auguste Napoléon de Beauharnais
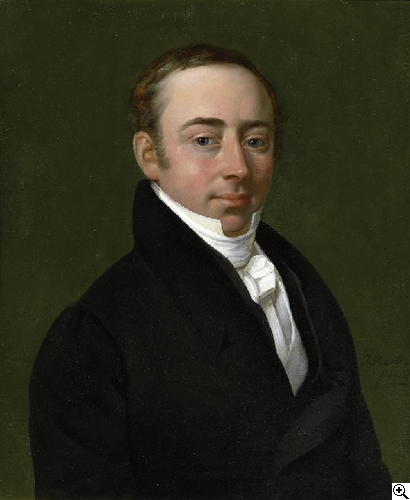
Karl Ludwig Johannes Baedeker
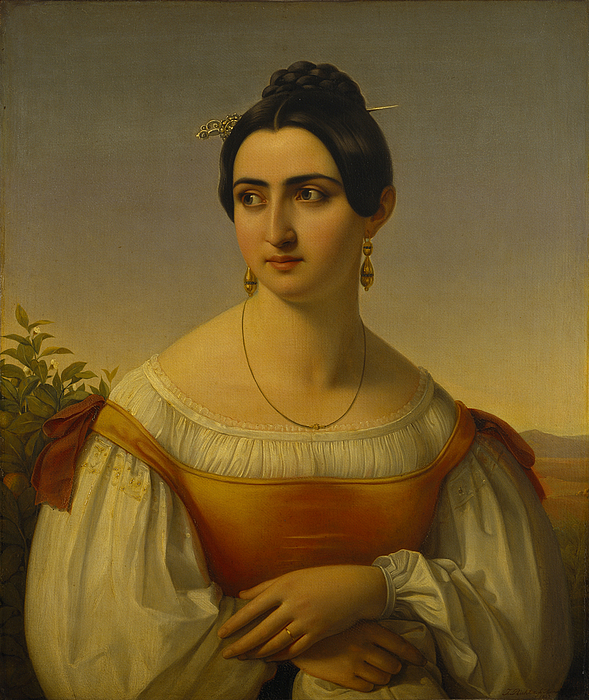
Fortunata Segatori
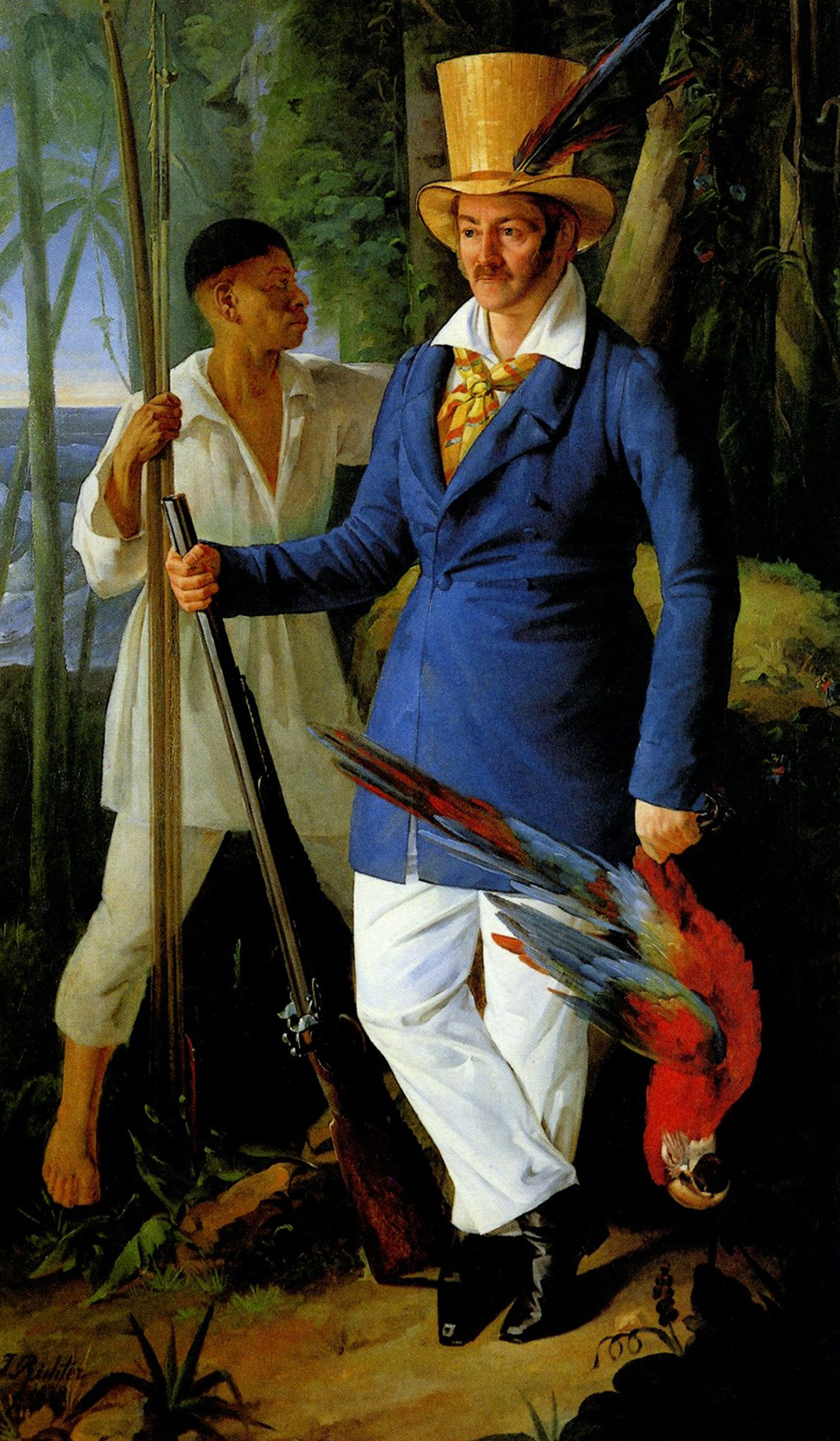
Prinz Maximilian op de jacht
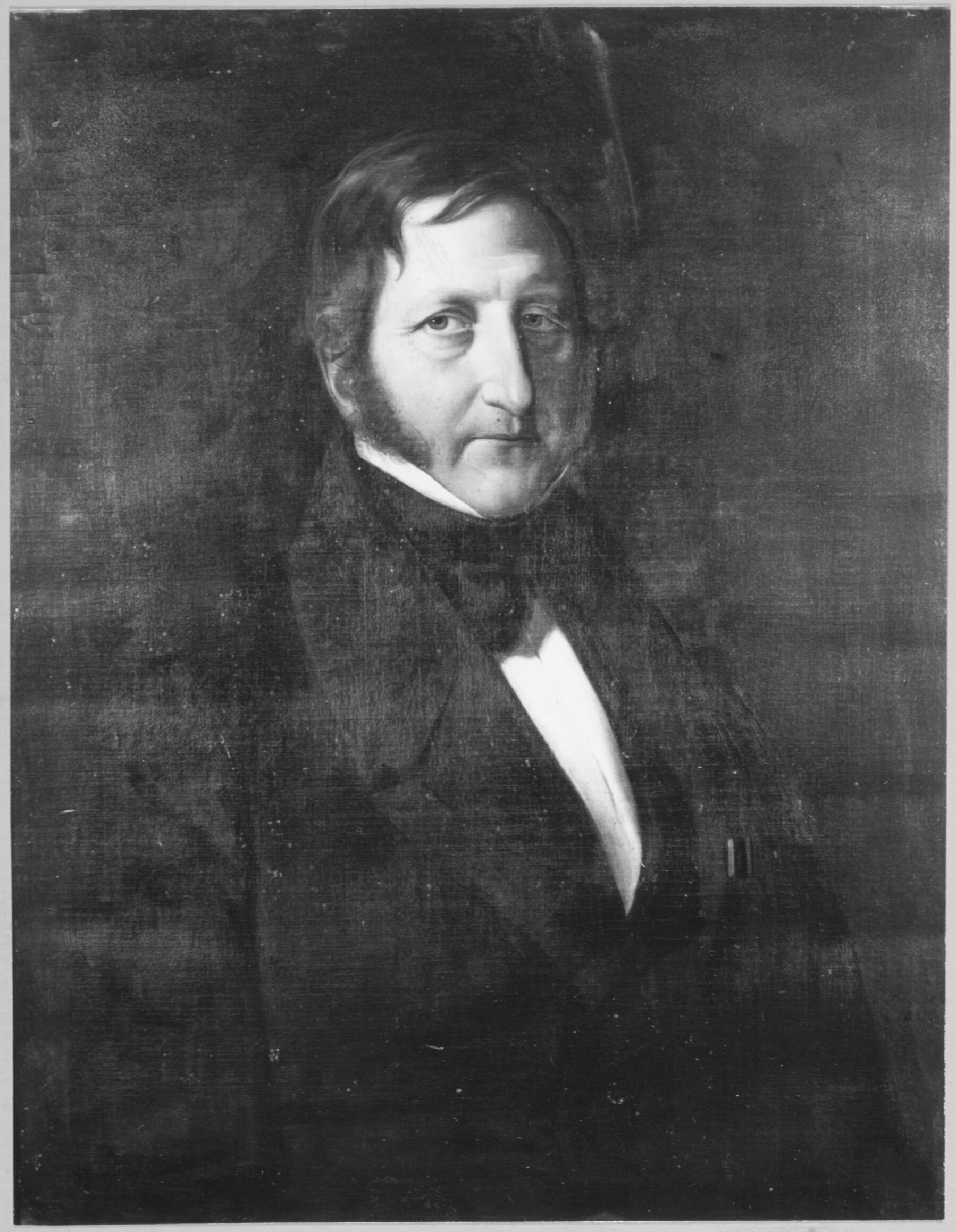
Jan Corver Hooft

- 1825: Zelfportret. Het verblijf van dit portret is onbekend.[8]
- 1826: "Jeune fille et son frère en bordure de parc". Een portret van een meisje en haar broer aan de rand van het bos. In privébezit.
- 1826: Een portret van Johannes Müller. Johannes Müller was een goede vriend van Richter. In privébezit.
- 1827: De heilige Sebastiaan gebaseerd op het werk van Perugino. Verblijf is onbekend.[9]
- 1827: Een portret van Karl Ludwig Johannes Baedeker. In privébezit.
- 1830: Een portret van mevrouw Sibylle Pottgeiser. In privébezit.
- 1830: Een portret van de heer  Marcus Pottgeiser. In privébezit.
- 1833: Een portret van Franz Gerhard Wegeler (1765–1848). Dit werk is te bezichtigen in het Beethoven museum in Bonn (Duitsland).
- 1830/33: Een portret van Maximilian Josèphe Eugène Auguste Napoléon de Beauharnais. Dit werk is in het bezit van het Eremitage Museum.
- 1833: Een portret van het bekende 19de-eeuwse Italiaanse model Fortunata Segadori (of Segatori) van Subiaco. Dit werk is te bezichtigen in het Thorvaldsens museum in Kopenhagen.[10]
- 1833/34: Een Portret van Schorlemer op bezoek bij Paus Pius VII. Dit werk s gebaseerd op het werk Jacques Louis David, 1833/34. Het verblijf van dit werk is onbekend.
- 1834: "La ciociara". In privébezit. Voor het laatst gezien op 4 december 1989 bij Sotheby's in Milaan.[11]
- 1834: Zigeunerin die een tamboerijn bespeelt. Dit werk is te bezichtigen in het Thorvaldsens museum in Kopenhagen.[10]
- 1835: Portret van een jonge officier. In privébezit.Voor het laatst gezien bij veilignhuis Dorotheum in Salzburg op 12 november 2014.[12]
- 1835: Portret van een dame. In privébezit. Voor het laatst gezien bij een veiling van Sotheby's in München op 12 juni 1991.[13]
- 1839: Portret van vorst Maximilianowitsch Romanowsky.
- 1839: Portret van een jonge vrouw in een blauw kleed.
- 1939: Een portret van een paard rennet door het weiland. In privébezit. Voor het laatst gezien bij de executie veiling van het bezit van Adolf Weinmüller in 1973.[11]
- 1840: Portret van Gosso Bernardus van Bronkhorst (1778–1860).[14]
- 1840: Portret van Susanna Elisabeth Christina Hiddingh (1780–1841).
- 1840: Portret van Josina Adelaide Antoinette van Rappard (1800–1894).
- 1840: Portret van James Albert Henry de la Sarraz (1787–1877).[15]
- 1840: Portret "Gepakt"
- 1841: Portret van Jan Corver Hooft (1779–1855).[16]
- 1842: Portret van Bavius Gijsbertus Rinia van Nauta (1787–1860).[17]
- 1841: Portret van Willem Maurits de Brauw.
- 1844: Portret van Frans Keller.
- 184?: Dubbelportret van Karel Willem de Jonge (1789–1852) en  Henriëtte van Breugel,
- 184?: Portret van Willem Marinus Hendrik de Jonge (1824–1898).
- 1843: Portret van Marinus Christianus de Crane (1783–1865)[18]
- 1844: Portret van Adriaan Isaac Snouck Hurgronje (1780–1849).
- 1844: Portret van Johanna Adriana Maria Lambrechtsen (1792–1864).
- 1844: Portret van Johanna Ermerins (1787–1866).[19]
- onbekend: Portret van een meisje. In privébezit. Voor het laatst gezien op 30 oktober 1981 bij het veilinghuis Phillips in New York.[20]
- onbekend: Italiaanse vrouw met een waterkan. Waarschijnlijk in privébezit. Voor het laatst gezien op 29 april 1980 bij het veilinghuis Bruun Rasmussen in Denemarken.[21]
- onbekend: Portret van Elisabeth Adriana Martini (1811–1841).
- onbekend: Portret van Conrad Marius Josias Bruhn (1797–?).
- onbekend: Prinz Maximilian zu Wied-Neuwied Maximilian von Wied-Neuwied met Joachim Quäck op de jacht in het Braziliaanse oerwoud.